# Olimpiai bronzérmes magyar sportolók listája
Magyarország olimpiai bronzérmes sportolói azok, akik a nyári vagy téli olimpiai játékokon a magyar csapat tagjaként bronzérmet szereztek.
A magyar versenyzők a nyári olimpiai játékokon 178 (ebből a művészeti versenyeken 1), a téli olimpiai játékokon 6 versenyszámban szereztek bronzérmet.
| Ábécé szerinti tartalomjegyzék                                                                           |
| --- |
| A, Á B C Cs D Dz Dzs E, É F G Gy H I, Í J K L Ly M N Ny O, Ó Ö, Ő P Q R S Sz T Ty U, Ú Ü, Ű V W X Y Z Zs |

## A, Á
| Abay Nemes Oszkár | 1936, Berlin   | úszás      | 4 × 200 m gyors    |  |
| Ábrahám Attila    | 1988, Szöul    | kajak-kenu | kajak kettes 500 m |  |
| Albert Flórián    | 1960, Róma     | labdarúgás |                    |  |
| Angyal Dániel     | 2020, Tokió    | vízilabda  | férfi torna        |  |
| Angyal Éva        | 1976, Montreal | kézilabda  | női torna          |  |

## B
| Baczakó Péter     | 1976, Montreal       | súlyemelés    | középsúly             |  |
| Badó Rajmund      | 1924, Párizs         | birkózás      | kötöttfogás nehézsúly |  |
| Bajkó Károly      | 1968, Mexikóváros    | birkózás      | kötöttfogás váltósúly |  |
| Bajkó Károly      | 1972, München        | birkózás      | szabadfogás 90 kg     |  |
| Bakó Zoltán       | 1976, Montreal       | kajak-kenu    | kajak kettes 1000 m   |  |
| Bakonyi Péter     | 1968, Mexikóváros    | vívás         | kard csapat           |  |
| Bakonyi Péter     | 1972, München        | vívás         | kard csapat           |  |
| Bakos Károly      | 1968, Mexikóváros    | súlyemelés    | váltósúly             |  |
| Balogh Ambrus     | 1952, Helsinki       | sportlövészet | sportpisztoly         |  |
| Bánfalvi Klára    | 1960, Róma           | kajak-kenu    | kajak kettes 500 m    |  |
| Bárány István     | 1932, Los Angeles    | úszás         | 4 × 200 m gyors       |  |
| Baranyai László   | 1948, London         | torna         | összetett csapat      |  |
| Bártfai Krisztián | 2000, Sydney         | kajak-kenu    | kajak kettes 1000 m   |  |
| Bartha Károly     | 1924, Párizs         | úszás         | 100 m hát             |  |
| Békési Ilona      | 1972, München        | torna         | összetett csapat      |  |
| Benedek János     | 1972, München        | súlyemelés    | pehelysúly            |  |
| Berczelly Tibor   | 1952, Helsinki       | vívás         | kard egyéni           |  |
| Berczelly Tibor   | 1952, Helsinki       | vívás         | tőr csapat            |  |
| Béres Zoltán      | 1992, Barcelona      | ökölvívás     | 81 kg                 |  |
| Berty László      | 1924, Párizs         | vívás         | tőr csapat            |  |
| Betlehem Dávid    | 2024, Párizs         | úszás         | 10 km                 |  |
| Bodnár András     | 1960, Róma           | vízilabda     |                       |  |
| Bodnár András     | 1968, Mexikóváros    | vízilabda     |                       |  |
| Bóbis Ildikó      | 1976, Montreal       | vívás         | tőr csapat            |  |
| Boczkó Gábor      | 2016, Rio de Janeiro | vívás         | párbajtőr, csapat     |  |
| Bodó Andrea       | 1952, Helsinki       | torna         | kéziszer csapat       |  |
| Bodonyi Dóra      | 2020, Tokió          | kajak-kenu    | kajak kettes 500 m    |  |
| Bodor Ödön        | 1908, London         | atlétika      | olimpiai futóváltó    |  |
| Bogen Erna        | 1932, Los Angeles    | vívás         | tőr egyéni            |  |
| Boros Ottó        | 1960, Róma           | vízilabda     |                       |  |
| Botos András      | 1972, München        | ökölvívás     | pehelysúly            |  |
| Buday Tamás       | 1976, Montreal       | kajak-kenu    | kenu kettes 500 m     |  |
| Buday Tamás       | 1976, Montreal       | kajak-kenu    | kenu kettes 1000 m    |  |
| Bujdosó Ágota     | 1976, Montreal       | kézilabda     | női torna             |  |
| Busa István       | 1988, Szöul          | vívás         | tőr csapat            |  |

## C
| Czene Attila | 1992, Barcelona | úszás | 200 m vegyes |

## Cs
| Csányi György    | 1952, Helsinki    | atlétika   | 4 × 100 m váltófutás     |  |
| Csapó Gábor      | 1980, Moszkva     | vízilabda  |                          |  |
| Csapó Géza       | 1972, München     | kajak-kenu | kajak egyes 1000 m       |  |
| Császár Mónika   | 1972, München     | torna      | összetett csapat         |  |
| Csatári József   | 1968, Mexikóváros | birkózás   | szabadfogás félnehézsúly |  |
| Csatári József   | 1972, München     | birkózás   | szabadfogás 100 kg       |  |
| Cseh László      | 2004, Athén       | úszás      | 400 m vegyes             |  |
| Cseh László      | 2012, London      | úszás      | 200 m vegyes             |  |
| Csernoviczki Éva | 2012, London      | cselgáncs  | női légsúly              |  |
| Csik Ferenc      | 1936, Berlin      | úszás      | 4 × 200 m gyors          |  |
| Csillik Margit   | 1936, Berlin      | torna      | összetett csapat         |  |
| Csipes Ferenc    | 1988, Szöul       | kajak-kenu | kajak kettes 500 m       |  |
| Csipes Tamara    | 2024, Párizs      | kajak-kenu | kajak négyes 500 m       |  |
| Csizmadia István | 1968, Mexikóváros | kajak-kenu | kajak négyes 1000 m      |  |
| Csősz Imre       | 1992, Barcelona   | cselgáncs  | +95 kg                   |  |

## D
| Dalnoki Jenő   | 1960, Róma        | labdarúgás |                    |  |
| Decsi Tamás    | 2020, Tokió       | vívás      | kard csapat        |  |
| Detre Szabolcs | 1980, Moszkva     | vitorlázás | repülő hollandi    |  |
| Detre Zsolt    | 1980, Moszkva     | vitorlázás | repülő hollandi    |  |
| Donáth Ferenc  | 1980, Moszkva     | torna      | összetett csapat   |  |
| Dónusz Éva     | 1992, Barcelona   | kajak-kenu | kajak kettes 500 m |  |
| Dömötör Zoltán | 1960, Róma        | vízilabda  |                    |  |
| Dömötör Zoltán | 1968, Mexikóváros | vízilabda  |                    |  |
| Ducza Anikó    | 1964, Tokió       | torna      | talaj              |  |
| Dudás Zoltán   | 1960, Róma        | labdarúgás |                    |  |
| Dunai János    | 1960, Róma        | labdarúgás |                    |  |

## E, É
| Egerszegi Krisztina | 1996, Atlanta  | úszás      | 400 m vegyes       |  |
| Egervári Márta      | 1976, Montreal | torna      | felemás korlát     |  |
| Egresi Vilma        | 1960, Róma     | kajak-kenu | kajak kettes 500 m |  |
| Erdei Zsolt         | 2000, Sydney   | ökölvívás  | 75 kg              |  |
| Erdélyi Balázs      | 2020, Tokió    | vízilabda  | férfi torna        |  |
| Erdős Éva           | 1996, Atlanta  | kézilabda  | női torna          |  |
| Érsek Zsolt         | 1988, Szöul    | vívás      | tőr csapat         |  |

## F
| Faragó Lajos   | 1960, Róma        | labdarúgás          |                        |  |
| Faragó Tamás   | 1980, Moszkva     | vízilabda           |                        |  |
| Farkas Andrea  | 1996, Atlanta     | kézilabda           | női torna              |  |
| Farkas Imre    | 1956, Melbourne   | kajak-kenu          | kenu kettes 10 000 m   |  |
| Farkas Imre    | 1960, Róma        | kajak-kenu          | kenu kettes 1000 m     |  |
| Fekete József  | 1948, London      | torna               | összetett csapat       |  |
| Felkai László  | 1960, Róma        | vízilabda           |                        |  |
| Felkai László  | 1968, Mexikóváros | vízilabda           |                        |  |
| Ferencz Károly | 1948, London      | birkózás            | kötöttfogás könnyűsúly |  |
| Feri Attila    | 1996, Atlanta     | súlyemelés          | 70 kg                  |  |
| Fojt Sára      | 2024, Párizs      | kajak-kenu          | kajak négyes 500 m     |  |
| Fojt Sára      | 2024, Párizs      | kajak-kenu          | kajak kettes 500 m     |  |
| Földes Éva dr. | 1948, London      | művészeti versenyek | epikai művek           |  |
| Földessy Ödön  | 1952, Helsinki    | atlétika            | távolugrás             |  |
| Frey Oszkár    | 1976, Montreal    | kajak-kenu          | kenu kettes 500 m      |  |
| Frey Oszkár    | 1976, Montreal    | kajak-kenu          | kenu kettes 1000 m     |  |
| Fülöp Mihály   | 1956, Melbourne   | vívás               | tőr csapat             |  |

## G
| Gangl Edina      | 2020, Tokió       | vízilabda  | női torna             |  |
| Garay János      | 1924, Párizs      | vívás      | kard egyéni           |  |
| Garda Krisztina  | 2020, Tokió       | vízilabda  | női torna             |  |
| Gátai Róbert     | 1988, Szöul       | vívás      | tőr csapat            |  |
| Gazsó Alida Dóra | 2024, Párizs      | kajak-kenu | kajak négyes 500 m    |  |
| Gedővári Imre    | 1980, Moszkva     | vívás      | kard egyéni           |  |
| Gedővári Imre    | 1980, Moszkva     | vívás      | kard csapat           |  |
| Gémesi Csanád    | 2020, Tokió       | vívás      | kard csapat           |  |
| Gerendás György  | 1980, Moszkva     | vízilabda  |                       |  |
| Gerevich Aladár  | 1936, Berlin      | vívás      | kard egyéni           |  |
| Gerevich Aladár  | 1952, Helsinki    | vívás      | tőr csapat            |  |
| Gerevich Pál     | 1972, München     | vívás      | kard csapat           |  |
| Gerevich Pál     | 1980, Moszkva     | vívás      | kard csapat           |  |
| Giczy Csaba      | 1968, Mexikóváros | kajak-kenu | kajak négyes 1000 m   |  |
| Goldoványi Béla  | 1952, Helsinki    | atlétika   | 4 × 100 m váltófutás  |  |
| Gönczy Lajos     | 1900, Párizs      | atlétika   | magasugrás            |  |
| Göröcs János     | 1960, Róma        | labdarúgás |                       |  |
| Gróf Ödön        | 1936, Berlin      | úszás      | 4 × 200 m gyors       |  |
| Guczoghy György  | 1980, Moszkva     | torna      | összetett csapat      |  |
| Gurics György    | 1952, Helsinki    | birkózás   | szabadfogás középsúly |  |
| Gurisatti Gréta  | 2020, Tokió       | vízilabda  | női torna             |  |
| Gurovits József  | 1952, Helsinki    | kajak-kenu | kajak kettes 1000 m   |  |

## Gy
| Gyarmati Andrea  | 1972, München   | úszás     | 100 m pillangó |  |
| Gyarmati Dezső   | 1960, Róma      | vízilabda |                |  |
| Gyöngyössy Anikó | 2020, Tokió     | vízilabda | női torna      |  |
| Gyuricza József  | 1956, Melbourne | vívás     | tőr csapat     |  |

## H
| Halmay Zoltán       | 1900, Párizs    | úszás         | 1000 m gyors           |  |
| Hammang Ferenc      | 1980, Moszkva   | vívás         | kard csapat            |  |
| Hammerl László      | 1964, Tokió     | sportlövészet | kisöbű puska összetett |  |
| Hárai Balázs        | 2020, Tokió     | vízilabda     | férfi torna            |  |
| Hargitay András     | 1972, München   | úszás         | 400 m vegyes           |  |
| Hárspataki Gábor    | 2020, Tokió     | karate        | férfi 75 kg            |  |
| Hatos Gábor         | 2012, London    | birkózás      | szabadfogás 74 kg      |  |
| Hauszler Károly     | 1980, Moszkva   | vízilabda     |                        |  |
| Hevesi István       | 1960, Róma      | vízilabda     |                        |  |
| Hoffmann Beáta      | 1996, Atlanta   | kézilabda     |                        |  |
| Holczreiter Sándor  | 1972, München   | súlyemelés    | lepkesúly              |  |
| Horkai György       | 1980, Moszkva   | vízilabda     |                        |  |
| Horváth Csaba       | 1996, Atlanta   | kajak-kenu    | kenu kettes 1000 m     |  |
| Horváth György      | 1972, München   | súlyemelés    | középsúly              |  |
| Horváth Klára       | 1976, Montreal  | kézilabda     |                        |  |
| Hosnyánszky Norbert | 2020, Tokió     | vízilabda     | férfi torna            |  |
| Hunics József       | 1956, Melbourne | kajak-kenu    | kenu kettes 10 000 m   |  |

## I, Í
| Igaly Diána     | 2000, Sydney         | sportlövészet | skeet             |  |
| Illés Anna      | 2020, Tokió          | vízilabda     | női torna         |  |
| Imre Géza       | 1996, Atlanta        | vívás         | párbajtőr egyéni  |  |
| Imre Géza       | 2016, Rio de Janeiro | vívás         | párbajtőr, csapat |  |
| Isaszegi Róbert | 1988, Szöul          | ökölvívás     | 48 kg             |  |

## J
| Janics Natasa   | 2012, London | kajak-kenu                 | kajak egyes 200 m   | [ halott link ] |
| Jánosi Zsuzsa   | 1988, Szöul  | vívás                      | tőr csapat          |                 |
| Jansik Szilárd  | 2020, Tokió  | vízilabda                  | férfi torna         |                 |
| Jászapáti Petra | 2022, Peking | rövidpályás gyorskorcsolya | vegyes 2000 m váltó |                 |
| Jeney László    | 1960, Róma   | vízilabda                  |                     |                 |

## K
| Kabos Endre        | 1932, Los Angeles    | vívás                      | kard egyéni          |  |
| Kádas Géza         | 1948, London         | úszás                      | 100 m gyors          |  |
| Kalmár János dr.   | 1968, Mexikóváros    | vívás                      | kard csapat          |  |
| Kalocsai Margit    | 1936, Berlin         | torna                      | összetett csapat     |  |
| Kancsal Tamás      | 1976, Montreal       | öttusa                     | csapat               |  |
| Kanizsa Tivadar    | 1960, Róma           | vízilabda                  |                      |  |
| Kántor Anikó       | 1996, Atlanta        | kézilabda                  | női torna            |  |
| Kapás Boglárka     | 2016, Rio de Janeiro | úszás                      | 800 m gyors          |  |
| Karcsics Irén      | 1952, Helsinki       | torna                      | kéziszer csapat      |  |
| Kárpáti György dr. | 1960, Róma           | vízilabda                  |                      |  |
| Katona András      | 1960, Róma           | vízilabda                  |                      |  |
| Kelemen Márta      | 1972, München        | torna                      | összetett csapat     |  |
| Kelemen Zoltán     | 1980, Moszkva        | torna                      | összetett csapat     |  |
| Keleti Ágnes       | 1952, Helsinki       | torna                      | kéziszer csapat      |  |
| Keleti Ágnes       | 1952, Helsinki       | torna                      | felemás korlát       |  |
| Kellner Gyula      | 1896, Athén          | atlétika                   | maratonfutás         |  |
| Kenderesi Tamás    | 2016, Rio de Janeiro | úszás                      | 200 m pillangó       |  |
| Kéry Anikó         | 1972, München        | torna                      | összetett csapat     |  |
| Keszthelyi Rita    | 2020, Tokió          | vízilabda                  | női torna            |  |
| Kincses Tibor      | 1980, Moszkva        | cselgáncs                  | 60 kg                |  |
| Kiss Ferenc        | 1972, München        | birkózás                   | kötöttfogás 100 kg   |  |
| Kiss Géza          | 1904, St. Louis      | úszás                      | fél mérföld gyors    |  |
| Kiss István        | 1980, Moszkva        | vízilabda                  |                      |  |
| Kiss Lajos         | 1956, Melbourne      | kajak-kenu                 | kajak egyes 1000 m   |  |
| Kiss Tamás         | 2008, Peking         | kajak-kenu                 | kenu kettes 1000 m   |  |
| Klinga László      | 1972, München        | birkózás                   | szabadfogás 57 kg    |  |
| Kocsis Erzsébet    | 1996, Atlanta        | kézilabda                  | női torna            |  |
| Kóczán Mór         | 1912, Stockholm      | atlétika                   | gerelyhajítás        |  |
| Kolonics György    | 1996, Atlanta        | kajak-kenu                 | kenu kettes 1000 m   |  |
| Kolonics György    | 2004, Athén          | kajak-kenu                 | kenu kettes 1000 m   |  |
| Konrád Ferenc      | 1968, Mexikóváros    | vízilabda                  |                      |  |
| Konrád János       | 1960, Róma           | vízilabda                  |                      |  |
| Konrád János       | 1968, Mexikóváros    | vízilabda                  |                      |  |
| Kontsek Jolán      | 1968, Mexikóváros    | atlétika                   | diszkoszvetés        |  |
| Kónya Zsófia       | 2022, Peking         | rövidpályás gyorskorcsolya | vegyes 2000 m váltó  |  |
| Kopasz Bálint      | 2024, Párizs         | kajak-kenu                 | kajak egyes 1000 m   |  |
| Korondi Margit     | 1952, Helsinki       | torna                      | összetett egyéni     |  |
| Korondi Margit     | 1952, Helsinki       | torna                      | műszabadgyakorlat    |  |
| Korondi Margit     | 1952, Helsinki       | torna                      | gerenda              |  |
| Korondi Margit     | 1952, Helsinki       | torna                      | kéziszer csapat      |  |
| Kovács Ágnes       | 1996, Atlanta        | úszás                      | 200 m mell           |  |
| Kovács Annamária   | 1968, Mexikóváros    | atlétika                   | ötpróba              |  |
| Kovács Edit        | 1976, Montreal       | vívás                      | tőr csapat           |  |
| Kovács Edit        | 1980, Moszkva        | vívás                      | tőr csapat           |  |
| Kovács Edit        | 1988, Szöul          | vívás                      | tőr csapat           |  |
| Kovács Ferenc      | 1960, Róma           | labdarúgás                 |                      |  |
| Kovács István      | 1980, Moszkva        | birkózás                   | szabadfogás 82 kg    |  |
| Kovács István      | 1992, Barcelona      | ökölvívás                  | 51 kg                |  |
| Kovács Pál         | 1948, London         | vívás                      | kard egyéni          |  |
| Kovács Péter       | 1980, Moszkva        | torna                      | összetett csapat     |  |
| Kovács Sarolta     | 2020, Tokió          | öttusa                     | női egyéni           |  |
| Kovács Tamás       | 1968, Mexikóváros    | vívás                      | kard csapat          |  |
| Kovács Tamás       | 1972, München        | vívás                      | kard csapat          |  |
| Kovács Zoltán      | 1988, Szöul          | sportlövészet              | gyorstüzelő pisztoly |  |
| Kozák Danuta       | 2020, Tokió          | kajak-kenu                 | kajak kettes 500 m   |  |
| Kozmann György     | 2004, Athén          | kajak-kenu                 | kenu kettes 1000 m   |  |
| Kozmann György     | 2008, Peking         | kajak-kenu                 | kenu kettes 1000 m   |  |
| Kőbán Rita         | 1992, Barcelona      | kajak-kenu                 | kajak kettes 500 m   |  |
| Kökény Beatrix     | 1996, Atlanta        | kézilabda                  | női torna            |  |
| Köteles Erzsébet   | 1952, Helsinki       | torna                      | kéziszer csapat      |  |
| Kövi Mária         | 1952, Helsinki       | torna                      | kéziszer csapat      |  |
| John-Henry Krueger | 2022, Peking         | rövidpályás gyorskorcsolya | vegyes 2000 m váltó  |  |
| Kulcsár Gergely    | 1960, Róma           | atlétika                   | gerelyhajítás        |  |
| Kulcsár Gergely    | 1968, Mexikóváros    | atlétika                   | gerelyhajítás        |  |
| Kulcsár Győző      | 1972, München        | vívás                      | párbajtőr egyéni     |  |
| Kulcsár Győző      | 1976, Montreal       | vívás                      | párbajtőr egyéni     |  |
| Kuncz László       | 1980, Moszkva        | vízilabda                  |                      |  |

## L
| Leimeter Dóra        | 2020, Tokió       | vízilabda                  | női torna           |  |
| Lengyel Árpád        | 1936, Berlin      | úszás                      | 4 × 200 m gyors     |  |
| Lévai István         | 1980, Moszkva     | ökölvívás                  | nehézsúly           |  |
| Levitzky Károly      | 1908, London      | evezés                     | egypárevezős        |  |
| Lichteneckert István | 1924, Párizs      | vívás                      | tőr csapat          |  |
| Liu Shaoang          | 2022, Peking      | rövidpályás gyorskorcsolya | férfi 1000 m        |  |
| Liu Shaoang          | 2022, Peking      | rövidpályás gyorskorcsolya | vegyes 2000 m váltó |  |
| Liu Shaolin Sándor   | 2022, Peking      | rövidpályás gyorskorcsolya | vegyes 2000 m váltó |  |
| Lovász Lázár         | 1968, Mexikóváros | atlétika                   | kalapácsvetés       |  |

## M
| Madary Ilona           | 1936, Berlin         | torna         | összetett csapat   |  |
| Magyar Zoltán          | 1980, Moszkva        | torna         | összetett csapat   |  |
| Magyari Alda           | 2020, Tokió          | vízilabda     | női torna          |  |
| Major Veronika         | 2024, Párizs         | sportlövészet | női sportpisztoly  |  |
| Manhercz Krisztián     | 2020, Tokió          | vízilabda     | férfi torna        |  |
| Maracskó Tibor         | 1976, Montreal       | öttusa        | csapat             |  |
| Markovits Kálmán       | 1960, Róma           | vízilabda     |                    |  |
| Maros Magda            | 1976, Montreal       | vívás         | tőr csapat         |  |
| Maros Magda            | 1980, Moszkva        | vívás         | tőr csapat         |  |
| Marosi Ádám            | 2012, London         | öttusa        | egyéni             |  |
| Marosi József          | 1956, Melbourne      | vívás         | tőr csapat         |  |
| Marót Péter            | 1972, München        | vívás         | kard csapat        |  |
| Martinek János         | 1996, Atlanta        | öttusa        | egyéni             |  |
| Márton Anita           | 2016, Rio de Janeiro | atlétika      | súlylökés          |  |
| Maszlay Lajos          | 1948, London         | vívás         | tőr egyéni         |  |
| Maszlay Lajos          | 1952, Helsinki       | vívás         | tőr csapat         |  |
| Mátéfi Eszter          | 1996, Atlanta        | kézilabda     | női torna          |  |
| Mátyás Auguszta        | 1996, Atlanta        | kézilabda     | női torna          |  |
| Mayer Mihály           | 1960, Róma           | vízilabda     |                    |  |
| Mayer Mihály           | 1968, Mexikóváros    | vízilabda     |                    |  |
| Medveczky Krisztina    | 1972, München        | torna         | összetett csapat   |  |
| Meksz Anikó            | 1996, Atlanta        | kézilabda     | női torna          |  |
| Mészáros Ervin         | 1912, Stockholm      | vívás         | kard egyéni        |  |
| Mészáros Gabriella     | 1936, Berlin         | torna         | összetett csapat   |  |
| Meszéna Miklós         | 1968, Mexikóváros    | vívás         | kard csapat        |  |
| Mezei Tamás            | 2020, Tokió          | vízilabda     | férfi torna        |  |
| Mincza-Nébald Ildikó   | 2008, Peking         | vívás         | párbajtőr egyéni   |  |
| Mitró György           | 1948, London         | úszás         | 1500 m gyors       |  |
| Mizsei György          | 1992, Barcelona      | ökölvívás     | 71 kg              |  |
| Módos Péter            | 2012, London         | birkózás      | kötöttfogás 55 kg  |  |
| Mogyorósi-Klencs János | 1948, London         | torna         | ugrás              |  |
| Mogyorósi-Klencs János | 1948, London         | torna         | összetett csapat   |  |
| Mogyoróssy Győző       | 1948, London         | torna         | összetett csapat   |  |
| Mohácsi Ferenc         | 1956, Melbourne      | kajak-kenu    | kenu kettes 1000 m |  |
| Molnár Endre           | 1968, Mexikóváros    | vízilabda     |                    |  |
| Molnár Endre           | 1980, Moszkva        | vízilabda     |                    |  |
| Muhari Eszter          | 2024, Párizs         | vívás         | párbajtőr, egyéni  |  |

## N
| Nagy Anikó      | 1996, Atlanta           | kézilabda   | női torna          |  |
| Nagy Ilona      | 1976, Montreal          | kézilabda   | női torna          |  |
| Nagy Imre       | 1964, Tokió             | öttusa      | csapat             |  |
| Nagy József     | 1908, London            | atlétika    | olimpiai futóváltó |  |
| Nagy László     | 1952, Oslo              | műkorcsolya | páros              |  |
| Nagy László     | 1956, Cortina D'Ampezzo | műkorcsolya | páros              |  |
| Nagy Margit     | 1936, Berlin            | torna       | összetett csapat   |  |
| Nagy Marianna   | 1976, Montreal          | kézilabda   | női torna          |  |
| Nagy Marianna   | 1952, Oslo              | műkorcsolya | páros              |  |
| Nagy Marianna   | 1956, Cortina D'Ampezzo | műkorcsolya | páros              |  |
| Nagy Viktor     | 2020, Tokió             | vízilabda   | férfi torna        |  |
| Nagy Zsuzsanna  | 1972, München           | torna       | összetett csapat   |  |
| Nébald György   | 1980, Moszkva           | vívás       | kard csapat        |  |
| Nébald Rudolf   | 1980, Moszkva           | vívás       | kard csapat        |  |
| Németh Erzsébet | 1976, Montreal          | kézilabda   | női torna          |  |
| Németh Helga    | 1996, Atlanta           | kézilabda   | női torna          |  |
| Németh Imre     | 1952, Helsinki          | atlétika    | kalapácsvetés      |  |
| Novák Dezső     | 1960, Róma              | labdarúgás  |                    |  |
| Novák Éva       | 1948, London            | úszás       | 200 m mell         |  |

## O, Ó
| Orosz Pál     | 1960, Róma    | labdarúgás |                    |  |
| Ozsvár András | 1980, Moszkva | cselgáncs  | abszolút kategória |  |

## P
| Pádár Ildikó    | 1996, Atlanta     | kézilabda     | női torna               |  |
| Palócz Endre    | 1952, Helsinki    | vívás         | tőr csapat              |  |
| Palotás József  | 1936, Berlin      | birkózás      | kötöttfogás középsúly   |  |
| Pál Tibor       | 1960, Róma        | labdarúgás    |                         |  |
| Papp Lajos      | 1972, München     | sportlövészet | nagyöbű puska összetett |  |
| Parkes Rebecca  | 2020, Tokió       | vízilabda     | női torna               |  |
| Pásztor Mátyás  | 2020, Tokió       | vízilabda     | férfi torna             |  |
| Pataki Ferenc   | 1948, London      | torna         | ugrás                   |  |
| Pataki Ferenc   | 1948, London      | torna         | összetett csapat        |  |
| Pethő Zsuzsanna | 1976, Montreal    | kézilabda     | női torna               |  |
| Pézsa Tibor     | 1968, Mexikóváros | vívás         | kard egyéni             |  |
| Pézsa Tibor     | 1968, Mexikóváros | vívás         | kard csapat             |  |
| Pézsa Tibor     | 1972, München     | vívás         | kard csapat             |  |
| Pfeffer Anna    | 1972, München     | kajak-kenu    | kajak egyes 500 m       |  |
| Platthy József  | 1936, Berlin      | lovaglás      | díjugratás              |  |
| Pacsai Márta    | 1976, Montreal    | kézilabda     | női torna               |  |
| Pócsik Dénes    | 1968, Mexikóváros | vízilabda     |                         |  |
| Pósta Sándor    | 1924, Párizs      | vívás         | tőr csapat              |  |
| Pulai Imre      | 1996, Atlanta     | kajak-kenu    | kenu egyes 500 m        |  |
| Pupp Noémi      | 2024, Párizs      | kajak-kenu    | kajak négyes 500 m      |  |
| Pupp Noémi      | 2024, Párizs      | kajak-kenu    | kajak kettes 500 m      |  |

## R
| Rajnai Klára       | 1976, Montreal               | kajak-kenu  | kajak egyes 500 m  |  |
| Rákosi Gyula       | 1960, Róma                   | labdarúgás  |                    |  |
| Rakusz Éva         | 1980, Moszkva                | kajak-kenu  | kajak kettes 500 m |  |
| Réczi László       | 1976, Montreal               | birkózás    | kötöttfogás 62 kg  |  |
| Rédli András       | 2016, Rio de Janeiro         | vívás       | párbajtőr, csapat  |  |
| Rejtő Ildikó       | 1968, Mexikóváros            | vívás       | tőr egyéni         |  |
| Rejtő Ildikó       | 1976, Montreal               | vívás       | tőr csapat         |  |
| Róka Antal         | 1952, Helsinki               | atlétika    | 50 km gyaloglás    |  |
| Rotter Emília      | 1932, Lake Placid            | műkorcsolya | páros              |  |
| Rotter Emília      | 1936, Garmisch-Partenkirchen | műkorcsolya | páros              |  |
| Rózsavölgyi István | 1960, Róma                   | atlétika    | 1500 m síkfutás    |  |
| Rusorán Péter      | 1960, Róma                   | vízilabda   |                    |  |
| Rybanska Natasa    | 2020, Tokió                  | vízilabda   | női torna          |  |

## S
| Sákovics József       | 1952, Helsinki       | vívás         | tőr csapat         |  |
| Sákovics József       | 1956, Melbourne      | vívás         | tőr csapat         |  |
| Sántha Lajos          | 1948, London         | torna         | összetett csapat   |  |
| Sárosi László         | 1968, Mexikóváros    | vízilabda     |                    |  |
| Sasics Szvetiszláv    | 1976, Montreal       | öttusa        | csapat             |  |
| Sátori Imre           | 1960, Róma           | labdarúgás    |                    |  |
| Schenker Zoltán       | 1924, Párizs         | vívás         | tőr csapat         |  |
| Seres Ferenc          | 1980, Moszkva        | birkózás      | kötöttfogás 48 kg  |  |
| Simon Pál             | 1908, London         | atlétika      | olimpiai futóváltó |  |
| Siti Beáta            | 1996, Atlanta        | kézilabda     | női torna          |  |
| Solymosi Ernő         | 1960, Róma           | labdarúgás    |                    |  |
| Somfai Péter          | 2016, Rio de Janeiro | vívás         | párbajtőr, csapat  |  |
| Somodi Lajos          | 1956, Melbourne      | vívás         | tőr csapat         |  |
| Soós-Hradetzky Zoltán | 1932, Los Angeles    | sportlövészet | kisöbű puska fekvő |  |
| Stefanek Gertrúd      | 1980, Moszkva        | vívás         | tőr csapat         |  |
| Stefanek Gertrúd      | 1988, Szöul          | vívás         | tőr csapat         |  |
| Steinmetz János       | 1968, Mexikóváros    | vízilabda     |                    |  |
| Sterbinszky Amália    | 1976, Montreal       | kézilabda     | női torna          |  |
| Sudár Attila          | 1980, Moszkva        | vízilabda     |                    |  |

## Sz
| Szabados László    | 1932, Los Angeles            | úszás       | 4 × 200 m gyors     |                 |
| Szabó István       | 1976, Montreal               | kajak-kenu  | kajak kettes 1000 m |                 |
| Szalai György      | 1980, Moszkva                | súlyemelés  | nehézsúly           | [ halott link ] |
| Szalay Gyöngyi     | 1996, Atlanta                | vívás       | párbajtőr egyéni    |                 |
| Szántó Anna        | 1996, Atlanta                | kézilabda   | női torna           |                 |
| Szatmári András    | 2020, Tokió                  | vívás       | kard csapat         |                 |
| Székely András     | 1932, Los Angeles            | úszás       | 4 × 200 m gyors     |                 |
| Szekeres Pál       | 1988, Szöul                  | vívás       | tőr csapat          |                 |
| Szelei István      | 1988, Szöul                  | vívás       | tőr csapat          |                 |
| Szendey Antal      | 1948, London                 | evezés      | kormányos kettes    |                 |
| Szilágyi Áron      | 2020, Tokió                  | vívás       | kard csapat         |                 |
| Szilágyi Dorottya  | 2020, Tokió                  | vízilabda   | női torna           |                 |
| Szilágyi Katalin   | 1996, Atlanta                | kézilabda   | női torna           |                 |
| ifj. Szívós István | 1968, Mexikóváros            | vízilabda   |                     |                 |
| ifj. Szívós István | 1980, Moszkva                | vízilabda   |                     |                 |
| Szokolyi Alajos    | 1896, Athén                  | atlétika    | 100 m síkfutás      |                 |
| Szollás László     | 1932, Lake Placid            | műkorcsolya | páros               |                 |
| Szollás László     | 1936, Garmisch-Partenkirchen | műkorcsolya | páros               |                 |
| Szondy István      | 1952, Helsinki               | öttusa      | egyéni              |                 |
| Szőcs Zsuzsanna    | 1980, Moszkva                | vívás       | tőr csapat          |                 |
| Szőcs Zsuzsanna    | 1988, Szöul                  | vívás       | tőr csapat          |                 |
| Szöllősi Imre      | 1968, Mexikóváros            | kajak-kenu  | kajak négyes 1000 m |                 |
| Szűcs Gabriella    | 2020, Tokió                  | vízilabda   | női torna           |                 |

## T
| Tapavicza Momcsilló   | 1896, Athén       | tenisz     | egyes                     |  |
| Tass Olga             | 1956, Melbourne   | torna      | ugrás                     |  |
| Tass Olga             | 1952, Helsinki    | torna      | kéziszer csapat           |  |
| Temes Judit           | 1952, Helsinki    | úszás      | 100 m gyors               |  |
| Tersztyánszky Ödön    | 1924, Párizs      | vívás      | tőr csapat                |  |
| Tilli Endre           | 1952, Helsinki    | vívás      | tőr csapat                |  |
| Tilli Endre           | 1956, Melbourne   | vívás      | tőr csapat                |  |
| Timár István          | 1968, Mexikóváros | kajak-kenu | kajak négyes 1000 m       |  |
| Tomann Rozália        | 1976, Montreal    | kézilabda  | női torna                 |  |
| Tordasi Ildikó        | 1976, Montreal    | vívás      | tőr csapat                |  |
| Tordasi Ildikó        | 1980, Moszkva     | vívás      | tőr csapat                |  |
| Tóth Beatrix          | 1996, Atlanta     | kézilabda  | női torna                 |  |
| Tóth Ferenc           | 1948, London      | birkózás   | kötöttfogás pehelysúly    |  |
| Tóth Gyula            | 1956, Melbourne   | birkózás   | kötöttfogás könnyűsúly    |  |
| Tóth Harsányi Borbála | 1976, Montreal    | kézilabda  | női torna                 |  |
| Tóth Harsányi Katalin | 1976, Montreal    | kézilabda  | női torna                 |  |
| Tóth Judit            | 1936, Berlin      | torna      | összetett csapat          |  |
| Tóth Krisztián        | 2020, Tokió       | cselgáncs  | középsúly                 |  |
| Tóth Lajos            | 1948, London      | torna      | összetett csapat          |  |
| Törő András           | 1960, Róma        | kajak-kenu | kenu kettes 1000 m        |  |
| Török Ferenc dr.      | 1964, Tokió       | öttusa     | csapat                    |  |
| Török Gábor           | 1960, Róma        | labdarúgás |                           |  |
| Törös Olga            | 1936, Berlin      | torna      | összetett csapat          |  |
| Török Ottó            | 1964, Tokió       | öttusa     | csapat                    |  |
| Tumpek György         | 1956, Melbourne   | úszás      | 200 m pillangó            |  |
| Tuncsik József        | 1976, Montreal    | cselgáncs  | légsúly                   |  |
| Tunyogi József        | 1932, Los Angeles | birkózás   | szabadfogás nagyközépsúly |  |
| Tuschák Katalin       | 1988, Szöul       | vívás      | tőr csapat                |  |

## U, Ú
| Udvardi István | 1980, Moszkva | vízilabda |  |  |

## V
| Vajda Attila     | 2004, Athén     | kajak-kenu | kenu egyes 1000 m     | [ halott link ] |
| Vályi Vanda      | 2020, Tokió     | vízilabda  | női torna             |                 |
| Várhidi Pál      | 1960, Róma      | labdarúgás |                       |                 |
| Varjú Vilmos     | 1964, Tokió     | atlétika   | súlylökés             |                 |
| Várkői Ferenc    | 1948, London    | torna      | összetett csapat      |                 |
| Vásárhelyi Edit  | 1952, Helsinki  | torna      | kéziszer csapat       |                 |
| Vámos István     | 1980, Moszkva   | torna      | összetett csapat      |                 |
| Vámos Márton     | 2020, Tokió     | vízilabda  | férfi torna           |                 |
| Vanya Mária      | 1976, Montreal  | kézilabda  | női torna             |                 |
| Váradi János     | 1980, Moszkva   | ökölvívás  | légsúly               |                 |
| Varasdi Géza     | 1952, Helsinki  | atlétika   | 4 × 100 m váltófutás  |                 |
| Varga Béla       | 1912, Stockholm | birkózás   | kötöttfogás középsúly |                 |
| Varga Dénes      | 2020, Tokió     | vízilabda  | férfi torna           |                 |
| Varga Ferenc     | 1952, Helsinki  | kajak-kenu | kajak kettes 1000 m   |                 |
| Várszegi József  | 1948, London    | atlétika   | gerelyhajítás         |                 |
| Veréb Krisztián  | 2000, Sydney    | kajak-kenu | kajak kettes 1000 m   |                 |
| Veres Győző      | 1960, Róma      | súlyemelés | váltósúly             | [ halott link ] |
| Veres Győző      | 1964, Tokió     | súlyemelés | középsúly             |                 |
| Verrasztó Zoltán | 1980, Moszkva   | úszás      | 400 m vegyes          |                 |
| Vilezsál Oszkár  | 1960, Róma      | labdarúgás |                       |                 |
| Vogel Soma       | 2020, Tokió     | vízilabda  | férfi torna           |                 |
| Voit Eszter      | 1936, Berlin    | torna      | összetett csapat      |                 |

## W
| Wanié András    | 1932, Los Angeles | úszás      | 4 × 200 m gyors    |  |
| Wichmann Tamás  | 1976, Montreal    | kajak-kenu | kenu egyes 1000 m  |  |
| Wieland Károly  | 1956, Melbourne   | kajak-kenu | kenu kettes 1000 m |  |
| Wiesner Frigyes | 1908, London      | atlétika   | olimpiai futóváltó |  |

## Z
| Zalánki Gergő  | 2020, Tokió     | vízilabda     | férfi torna          |  |
| Záhonyi Attila | 1988, Szöul     | sportlövészet | kisöbű puska fekvő   |  |
| Zakariás Mária | 1980, Moszkva   | kajak-kenu    | kajak kettes 500 m   |  |
| Zala György    | 1992, Barcelona | kajak-kenu    | kenu egyes 1000 m    |  |
| Zala György    | 1996, Atlanta   | kajak-kenu    | kenu egyes 1000 m    |  |
| Zarándi László | 1952, Helsinki  | atlétika      | 4 × 100 m váltófutás |  |
| Zimonyi Róbert | 1948, London    | evezés        | kormányos kettes     |  |

## Zs
| Zsitnik Béla | 1948, London | evezés | kormányos kettes |